# Veronica Lazăr
Veronica Lazăr, née le 6 octobre 1938 à Bucarest, en Roumanie et morte le 8 juin 2014 à Rome, est une actrice roumaine qui s'établit en Italie au début des années 1960 et y fit carrière, tant au théâtre et à la télévision qu'au cinéma italien,.

## Biographie
Le premier rôle de Veronica Lazăr au cinéma fut celui d'un cadavre et pas des moindres, celui de la femme morte de Paul,le personnage joué par Marlon Brando dans Le Dernier Tango à Paris en 1972. 
Bernardo Bertolucci la fait ensuite tourner dans La luna en 1979.
On la retrouve dans deux films de Dario Argento : Inferno où elle joue la mère des Ténèbres et Le Syndrome de Stendhal où elle joue la mère de Marie (l'artiste française). 
Lucio Fulci la fait tourner dans son mythique L'au-delà, où sa mort est hideuse.
Elle joue également dans l'adaptation au cinéma du roman de Paul Bowles, Un thé au Sahara, ce qui lui permet de retrouver Bernardo Bertolucci. Elle le retrouve à nouveau dans Identification d'une femme.
Elle joue dans Par-delà les nuages de Michelangelo Antonioni. 

## Vie personnelle
Elle est la fille d'un militant communiste et elle-même, membre du parti communiste italien.
En 1966, elle épouse l'acteur italien Adolfo Celi (1922-1986), avec qui elle a deux enfants : Leonardo Celi, né à Londres en 1968 (qui deviendra réalisateur) ; puis Alessandra Celi, née à Rome en 1970 (qui deviendra actrice).

## Filmographie partielle
- 1972 : Le Dernier Tango à Paris (Ultimo tango a Parigi), de Bernardo Bertolucci
- 1979 : La luna, de Bernardo Bertolucci
- 1980 : Inferno, de Dario Argento
- 1981 : L'Au-delà (E tu vivrai nel terrore - L'aldilà), de Lucio Fulci
- 1981 : Les Ailes de la colombe, de Benoît Jacquot
- 1982 : Identification d'une femme (Identificazione di una donna), de Michelangelo Antonioni
- 1987 : Io e mia sorella de Carlo Verdone
- 1989 : Berlin-Jérusalem, d'Amos Gitaï
- 1990 : Un thé au Sahara (The Sheltering Sky), de Bernardo Bertolucci
- 1990 : Il sole buio de Damiano Damiani
- 1992 : La bionda de Sergio Rubini
- 1995 : Par-delà les nuages (Al di là delle nuvole), de Michelangelo Antonioni et Wim Wenders
- 1996 : Le Syndrome de Stendhal (La sindrome di Stendhal), de Dario Argento
- 2000 : Le Manuscrit du prince de Roberto Andò
- 2002 : Ginostra, de Manuel Pradal
- 2012 : Moi et toi, de Bernardo Bertolucci : la grand-mère de Lorenzo